# Mano (popolo)
I Mano o Manon sono un gruppo etnico dell'Africa occidentale, stanziati prevalentemente intorno all'area del Monte Nimba, tra la Liberia settentrionale e la Guinea meridionale. Parlano la lingua mano, idioma appartenente alla famiglia delle lingue mande.

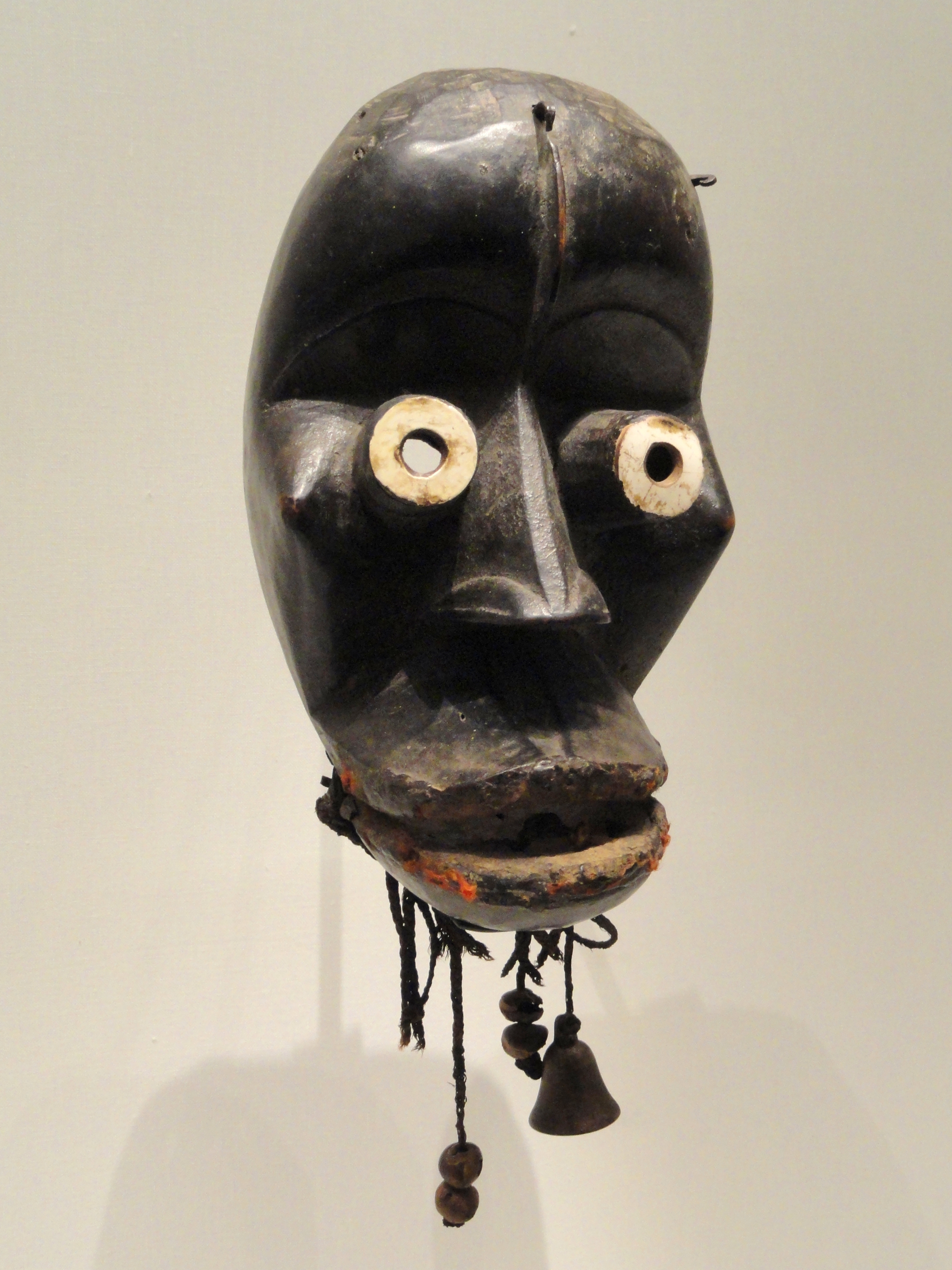
Maschera rituale mano

Sono strettamente imparentati con gli altri popoli mandé sudoccidentali, e in particolare con i Dan, con cui condividono storia e cultura. La società mano è patrilineare, e basata sull'organizzazione clanica.